# 紅砒ニッケル鉱
紅砒ニッケル鉱（こうひニッケルこう、nickeline）は、蛇紋岩、橄欖岩、変成マンガン鉱床中などに見られる砒化鉱物の一つ。組成はNiAs。ヒ素がアンチモンに置き換わると紅安ニッケル鉱（Breithauptite, NiSb）となる。
通常は粒状であるが、ゲルスドルフ鉱とともに大きな球状塊となることもある。
発見当初は銅と考えられていたが銅を抽出できなかったため、「悪魔の銅」と呼ばれた。1751年、アクセル・フレドリク・クルーンステットが本鉱から新元素を発見し、「悪魔の銅」にちなんでニッケルと命名した。その後ニッケルにちなんで"niccolite"と命名されたが、後に修正された。
希少なため、ニッケル資源としては本鉱よりもペントランド鉱、珪ニッケル鉱の方が重要である。